# Music for People Who Believe in Love
Music for People Who Believe in Love (traducción literal: Música para personas que creen en el amor) es el segundo álbum de estudio en solitario del cantante estadounidense Joe Jonas. El álbum se lanzó el 23 de mayo de 2025 a través de Republic Records.

## Antecedentes
El 29 de mayo de 2024, Jonas comenzó a bromear con nuevo material en solitario a través de TikTok, publicando el fragmento de una nueva canción. El cantante reveló que estaba «emocionado y alegre» por compartir este nuevo material, afirmando que pudo trabajar con algunos de sus artistas y productores favoritos. En una entrevista con Rolling Stone, Jonas expresó su emoción por poder compartir nueva música, y cómo sentía que la música que estaba escribiendo no encajaba bien con ninguna de sus bandas Jonas Brothers y DNCE. Afirmó que la naturaleza personal de sus canciones fue la razón por la que decidió lanzar este proyecto en solitario.
El 17 de julio de 2024, el cantante anunció el lanzamiento de su segundo álbum, que se titularía Music for People Who Believe in Love, y está previsto para el 18 de octubre de 2024. El proyecto es la continuación de su álbum debut en solitario Fastlife (2011).En una entrevista para Billboard, Jonas declaró que pidió «bendiciones» a sus hermanos Kevin y Nick Jonas, los restantes miembros de Jonas Brothers, para lanzar el material en solitario. 
En una entrevista para Billboard, el cantante explicó cómo su nueva música difiere mucho de las de su anterior álbum en solitario, Fastlife (2011), afirmando que, aunque está orgulloso de esas canciones, «se siente como una persona diferente».  Expresó que la creación de esta nueva música es a la vez aterradora y liberadora, y que sus experiencias vitales, ser padre y pasar por un divorcio le ayudaron a dar forma al álbum. Además, explicó que, a pesar de que la música se siente muy personal a sus experiencias de vida, no está «tratando de ir a por nadie» en el nuevo álbum. Jason Lipshutz de Billboard, escribió que el disco está «lleno de pensamientos sin barnizar y experimentos sónicos», con un sonido pop brillante que toma influencias de géneros como garage rock, alt-pop y country de los 90, con letras sobre llevar un diario a través de las incertidumbres de la vida y encontrar gratitud entre la pérdida.
Antes del lanzamiento del álbum, Jonas se asocio con la marca de moda holandesa Scotch & Soda para crear una colección de ropa personalizada. Afirmó que la empresa le permitió tener pleno control creativo para idear los looks inspirados en los años 70. Durante el proceso de creación de los diseños, Jonas incluyó letras de sus canciones en las prendas para que le parecieran personales.

## Escritura y grabación
Tras la publicación de los teasers, la letra «even baddies get saddies», extraída de la canción «Work It Out», encendió el debate entre los medios sobre las posibles referencias al divorcio de Joe y Sophie Turner. Mientras escribía la canción, que inicialmente estaba pensada para la banda de Jonas-los Jonas Brothers, Joe Jonas sintió una conexión personal con ella, expresando su deseo de lanzarla fuera de sus proyectos de grupo. «Work It Out» fue descrita como una «celebración de gratitud, esperanza y amor», ya que toca la experiencia de Jonas como padre y la búsqueda de la felicidad. Además, explicó que este sencillo le ayudó a encontrar un «sentido de pertenencia y seguridad», lo que hizo que el tiempo de producción fuera mucho más rápido, ya que la canción se hizo en aproximadamente una hora.
Aunque Music for People Who Believe in Love es un proyecto en solitario de Jonas, decidió colaborar con múltiples artistas a los que admiraba. Afirmó que quería aportar otras narrativas y voces distintas al disco.Entre esos colaboradores se encuentran Alexander 23, Josette Maskin de Muna, Jason Evigan, Tommy English y Paris Carney. Durante una entrevista con Entertainment Weekly, Jonas explicó que gran parte del álbum es «hablar en tercera persona» o hablar con una «versión ficticia» de sí mismo o de alguien de su vida, y que poder tener esas otras voces lo hacía realmente especial.  El cantante también ha afirmado que este álbum cuenta con «la música más personal» que ha lanzado nunca.
Durante una entrevista con Jason Lipshutz para Billboard, Jonas habló sobre algunas de las canciones del álbum: «My Own Best Friend» fue comentada como un “himno suplicante marcado por silbidos lúgubres”, “Velvet Sunshine” fue descrita por Lipshutz como un “ejercicio de sintetizador fuzz-heavy”, y “Hey Beautiful” fue calificada por Jonas como una nana para sus hijas. La primera canción en la que Jonas trabajó para el disco fue «Only Love», una «divertida y coqueta canción pop-rock» que originalmente estaba pensada para los Jonas Brothers.

## Promoción
El sencillo principal del álbum, «Work It Out», fue lanzado el 19 de julio de 2024. Fue acompañado por el lanzamiento de su lyric video. People calificó la canción de «himno personal enérgico» por su producción y contenido lírico.
El 24 de septiembre, luego del concierto en Milán que hace parte de Jonas Brothers: Five Albums. One Night. The World Tour, Jonas anunció que el 4 de octubre lanzará el segundo sencillo del álbum "What This Could Be" a su vez indicó que el lanzamiento del álbum se retrasaría, de acuerdo a información oficial se hará el 25 de octubre.

### Sencillos
El sencillo principal del álbum, «Work It Out», fue lanzado el 19 de julio de 2024.Iba acompañado del lanzamiento de su lyric video. La canción, producida por Jason Evigan y Kane Ritchotte, fue calificada por People como un «enérgico himno personal» debido a su producción y contenido lírico.  El 24 de septiembre de 2024, Jonas anunció que «What This Could Be» saldría a la venta el 4 de octubre, sirviendo como segundo sencillo del álbum. La canción fue coescrita por Jonas, Feist, y Dan Nigro y producida por este último.  Al igual que con el sencillo anterior, «What This Could Be» fue acompañado por el lanzamiento de su lyric video.  La canción fue descrita por People como «ecos de guitarra sobre un ritmo suave y cuerdas cinematográficas con la emotiva letra». 
Jonas apareció en Caracas Bakery en Miami, Florida, donde celebró un meet-and-greeting con los aficionados, el 16 de abril de 2025. Durante el evento anunció que "Heart by Heart" sería lanzado como el tercer sencillo del álbum, el 25 de abril. Fue escrita por Lewis Capaldi, Oscar Holter, Savan Kotecha y Max Gsus y la letra tiene a Jonas reflexionando sobre un amor perdido con un fondo brillante de teclas y una guitarra acústica. El videoclip de la canción, dirigido por Anthony Mandler y rodado en Nueva York, se estrenó el 15 de mayo.

### Espectáculos en directo

Banner del concierto gratuito que Joe Jonas ofreció en el Teatro Alhambra, en París, el 12 de octubre de 2024.

El 12 de octubre de 2024, Jonas ofreció un espectáculo gratuito en el Teatro Alhambra, en París. Durante la íntima actuación con entradas agotadas, que pretendía mostrar las canciones de su álbum, el cantante interpretó temas inéditos como «You Got the Right» y «Constellation», así como una versión del sencillo viral de Addison Rae «Diet Pepsi». Durante la actuación en París, a Jonas se le unió en el escenario la cantante francesa Louane, para interpretar «Hey Beautiful». 
A través de su cuenta de Instagram, Jonas anunció que tenía intención de interpretar las nuevas canciones en directo para sus aficionados de todo el mundo. Les pidió que rellenaran un formulario en su web oficial para indicar en qué ciudades del mundo debería actuar próximamente. Las ciudades más votadas serían las elegidas para acoger las actuaciones en directo.
El 7 de enero de 2025, se anunció que Jonas, junto con otros artistas, actuaría en Universal Orlando Resort con motivo de la celebración de los 30 años del Mardi Gras. El concierto en solitario tuvo lugar el 8 de febrero de 2025, donde el cantante interpretó canciones del álbum, así como «¿Cómo Pasó?» y una versión de la canción de Justin Bieber «Love Yourself», ambas con la aparición como invitada de Ela Taubert.  Esa misma noche, Jonas invitó a su hermano menor, Frankie Jonas, a interpretar a dúo la canción aún inédita «Velvet Sunshine». Por último, invitó a Alex Warren a interpretar a dúo «Burning Down», lo que supuso la primera actuación en directo de la canción.

## Crítica
Music for People Who Believe in Love recibió críticas mayoritariamente positivas por parte de los críticos musicales. En su reseña para AllMusic, Matt Collar calificó el álbum como una «mezcla madura y reflexiva» de los anteriores discos pop de Jonas. Destacó el núcleo emocional del álbum, con letras significativas y un tono introspectivo, que refleja las experiencias y la madurez que Jonas ha adquirido desde el lanzamiento de su anterior disco, Fastlife.  El escritor de Prelude Press Dom Vigil elogió al equipo de productores del álbum, calificándolo como «el trabajo más personal, íntimo y sincero de Jonas hasta la fecha». Señaló la canción Honey Blonde como una de las más destacadas de la lista de temas, debido a su «exuberante instrumentación y pegadizo estribillo». 

## Rendimiento comercial
En Estados Unidos, Music for People Who Believe in Love debutó en el puesto veinticuatro de la lista «Billboard» 200, con 17 000 álbumes vendidos (incluidas 4000 copias en vinilo) en su primera semana. El álbum también debutó en el número tres de la lista Top Album Sales de “Billboard”, lo que supuso la primera entrada del cantante en el top ten de la lista como solista.

## Lista de canciones
| Music for People Who Believe in Love track listing |                                            |                  |          |  |
| N.º                                                | Título                                     | Producer(s)      | Duración |  |
| 1.                                                 | «Woven» (con Domi and JD Beck)             | Domi and JD Beck | 1:18     |  |
| 2.                                                 | «Parachute»                                | Alexander 23     | 2:58     |  |
| 3.                                                 | «Work It Out»                              | J. Evigan        | 2:30     |  |
| 4.                                                 | «Only Love»                                | Alexander 23     | 3:21     |  |
| 5.                                                 | «Heart by Heart»                           | Holter           | 3:10     |  |
| 6.                                                 | «Honey Blonde»                             | English          | 3:18     |  |
| 7.                                                 | «My Own Best Friend»                       | English          | 3:32     |  |
| 8.                                                 | «Velvet Sunshine» (con Frankie Jonas)      | Schick           | 2:06     |  |
| 9.                                                 | «Sip Your Wine» (con Sierra Ferrell)       | English          | 3:57     |  |
| 10.                                                | «Hey Beautiful» (con Louane & Tiny Habits) | Coleman          | 3:25     |  |
| 11.                                                | «What We Are» (con Luísa Sonza)            | Alexander 23     | 3:34     |  |
| 12.                                                | «You Got the Right»                        | English          | 3:42     |  |
| 13.                                                | «What This Could Be»                       | Nigro            | 3:18     |  |
| 14.                                                | «Constellation»                            | Alexander 23     | 4:09     |  |
| 44:18                                              |                                            |                  |          |  |

| Digital deluxe track listing |                                       |              |          |  |
| N.º                          | Título                                | Producer(s)  | Duración |  |
| 15.                          | «Water a under the Bridge»            | Alexander 23 | 2:13     |  |
| 16.                          | «Heart by Heart» (Live from Vevo)     | Holter       | 3:02     |  |
| 17.                          | «What This Could Be» (Live from Vevo) | Nigro        | 2:57     |  |
| 18.                          | «Honey Blonde» (Live from Vevo)       | English      | 3:16     |  |
| 55:46                        |                                       |              |          |  |

## Personal

### Músicos
- Joe Jonas - voz (todos los temas), coros (13)
- Alexander 23 - coros, guitarra acústica, guitarra eléctrica, bajo, sinte bajo (2, 4, 11, 14); batería (4)
- Greg Garbowsky - batería (2)
- Thomas Hedlund - batería (2)
- Jason Evigan - guitarra, bajo, sintetizador, batería (3)
- Kane Ritchotte - guitarra, sintetizador, batería (3)
- Bianca Atterberry - coros (3)
- Zane Carney - coros (3), guitarra (6, 12)
- Beau Nox - coros (4)
- Pete Jonas - guitarra eléctrica (4)
- Lewis Capaldi - guitarra (5)
- Oscar Holter - bajo, teclado, batería (5)
- Fat Max Gsus - coros, guitarra, bajo, teclado, batería (5)
- Tommy English (productor)|Tommy English]] - voz de fondo, sintetizador, sintebajo (6, 7, 9, 12); guitarra barítono, batería (6, 7, 9); guitarra acústica de 12 cuerdas (6, 9); guitarra slide (7, 9); guitarra acústica (7); percusión (9); shaker, mellotron (12)
- Josette Maskin - coros, guitarra slide (6)
- Paris Carney - coros (6, 7, 9)
- Frankie Jonas - voz (8)
- Mark Schick - coros, guitarra acústica, guitarra eléctrica, bajo, teclado (8)
- Andrew Jackson - voz de fondo (8)
- Jack LaFrantz - voz de fondo (8)
- Sierra Ferrell - voz (9)
- Elias Mallin - batería (9)
- Louane - voz (10)
- Tiny Habits - voz armónica (10)
- Delacey - coros (10)
- Michael Coleman - bajo, sintetizador (10)
- Valley Boy - coros, guitarra (10)
- Luísa Sonza - voz (11)
- James Ghaleb - coros, guitarra eléctrica (11, 14); guitarra acústica, sintetizador (11)
- Nathan East - bajo (11)
- Dan Wilson (músico)|Dan Wilson]] - guitarra de cuerdas de nailon (12)
- Jeremy Hatcher - batería, sintetizador (12)
- Dan Nigro - coros, guitarra, bajo, piano, percusión, batería, sintetizador (13)
- Leslie Feist - coros (13)
- JinJoo Lee - guitarra eléctrica (14)
- Jack Lawless - batería (14)
- Hazey Eyes - guitarra acústica, guitarra eléctrica, bajo, sintetizador, synth brass (14)

### Técnicos
- Mark "Spike" Stent - mezcla (1-4, 6-12, 14)
- John Greenham - masterización (1-4, 6-12, 14)
- Domi Louna - grabación (1)
- JD Beck - grabación (1)
- Mikey Deleasa - ingeniería vocal (1); grabación, segunda ingeniería (2)
- Alexander 23 - programación de batería (2, 4, 11, 14)
- Eric Glauser - ingeniería adicional (2)
- Deck D'arcy - ingeniería adicional (2)
- Jess Camilleri - ingeniería adicional (3, 13)
- Jason Evigan - ingeniería, producción vocal (3)
- Kane Ritchotte - ingeniería (3)
- Oscar Holter - programación (5)
- Fat Max Gsus - programación (5)
- Serban Ghenea - mezcla (5)
- Chris Gehringer - masterización (5)
- Bryce Bordone - mezcla adicional (5)
- Oscar Holter - programación (5)
- Fat Max Gsus - programación (5)
- Tommy English - ingeniería (6, 7, 9, 12)
- Erik Belz - ingeniería adicional (6, 7, 9, 12); grabación, segunda ingeniería (10)
- Mark Schick - programación, producción vocal (8)
- Michael Coleman - ingeniería (10)
- Chuck Hargreaves - ingeniería adicional (10)
- Jeremy Hatcher - ingeniería (12)
- Dan Nigro - ingeniería (13)
- Mitch McCarthy - mezcla (13)
- Brad Ritchie - ingeniería adicional (14)
- Ed McEntee - ingeniería adicional (14)
- Hazey Eyes - programación de batería (14)

## Charts
| Chart (2025)                      | Peak position |
| --------------------------------- | ------------- |
| Australia (ARIA)                  | 96            |
| Bélgica (Ultratop Flandes)        | 55            |
| Bélgica (Ultratop Valonia)        | 81            |
| Alemania (Offizielle Top 100)     | 92            |
| Escocia (Scottish Albums Chart)   | 14            |
| Reino Unido (UK Album Downloads)  | 36            |
| Reino Unido UK Albums Sales (OCC) | 15            |
| Estados Unidos (Billboard 200)    | 24            |

## Historial de lanzamiento
| Región         | Fecha              | Formato(s)                    | Discográfica | Ref.   |
| -------------- | ------------------ | ----------------------------- | ------------ | ------ |
| Varios         | 23 de mayo de 2025 | CD descarga digital streaming | Republic     | [ 57 ] |
| Estados Unidos | 23 de mayo de 2025 | CD, LP (Target-exclusive)     | Republic     | [ 58 ] |
| Estados Unidos | 23 de mayo de 2025 | Special edition               | Republic     | [ 59 ] |
| Varios         | 27 de mayo de 2025 | Descarga digital, streaming   | Deluxe       | [ 60 ] |